# Referendum sull'autonomia del Togoland francese
Il referendum sull'autonomia del Togoland francese si tenne il 28 ottobre 1956. Dalla prima guerra mondiale il territorio era stato un mandato della Società delle Nazioni, poi un territorio in amministrazione fiduciaria delle Nazioni Unite sotto il controllo francese. Il referendum offriva ai cittadini la scelta sul rimanere un territorio in amministrazione fiduciaria o diventare una regione autonoma nell'ambito dell'Unione francese. L'esito fu del 93% in favore della seconda opzione, con un'affluenza del 77,3%. Tuttavia, l'Assemblea generale delle Nazioni Unite non riconobbe il referendum poiché non comprendeva l'opzione dell'indipendenza, e decise di proseguire con l'amministrazione fiduciaria. Nello stesso anno, un referendum tenuto nel confinante Togoland britannico aveva avuto come esito la decisione di integrare tale territorio nel nascente Ghana.

## Risultati
| Scelta                                                       | Voti    | %     |
| ------------------------------------------------------------ | ------- | ----- |
| Regione autonoma nell'Unione francese                        | 313.458 | 93,35 |
| Territorio in amministrazione fiduciaria delle Nazioni Unite | 22.320  | 6,65  |
| Schede nulle o bianche                                       | 3.003   | -     |
| Totale                                                       | 338.781 | 100   |